# Lijst van presidenten van Rusland
Hieronder staat een lijst met presidenten van Rusland.

## Presidenten van de Russische Federatie (1991-heden)
| Nr. | President                          | President                 | Ambtstermijn                   | Partij                             | Partij                         | Termijn                        | Verkiezing Percentage Stemmen  | Premier(s)       |
| --- | ---------------------------------- | ------------------------- | ------------------------------ | ---------------------------------- | ------------------------------ | ------------------------------ | ------------------------------ | ---------------- |
| 1   |                                    | Boris Jeltsin (1931–2007) | 10 juli 1991 - 9 augustus 1996 | Gesteund door Democratische Partij |                                | 1                              | 1991 57,30% 45.552.041 stemmen | Ivan Silajev     |
| 1   | -                                  | Boris Jeltsin (1931–2007) | 10 juli 1991 - 9 augustus 1996 | Gesteund door Democratische Partij |                                | 1                              | 1991 57,30% 45.552.041 stemmen |                  |
| 1   | Jegor Gajdar                       | Boris Jeltsin (1931–2007) | 10 juli 1991 - 9 augustus 1996 | Gesteund door Democratische Partij |                                | 1                              | 1991 57,30% 45.552.041 stemmen |                  |
| 1   | 9 augustus 1996 - 31 december 1999 | Boris Jeltsin (1931–2007) | Geen                           |                                    | 2                              | 1996 53,80% 40.208.384 stemmen | Viktor Tsjernomyrdin           |                  |
| 1   | 9 augustus 1996 - 31 december 1999 | Boris Jeltsin (1931–2007) | Geen                           | Sergej Kirijenko                   | 2                              | 1996 53,80% 40.208.384 stemmen |                                |                  |
| 1   | 9 augustus 1996 - 31 december 1999 | Boris Jeltsin (1931–2007) | Geen                           | Viktor Tsjernomyrdin               | 2                              | 1996 53,80% 40.208.384 stemmen |                                |                  |
| 1   | 9 augustus 1996 - 31 december 1999 | Boris Jeltsin (1931–2007) | Geen                           | Jevgeni Primakov                   | 2                              | 1996 53,80% 40.208.384 stemmen |                                |                  |
| 1   | 9 augustus 1996 - 31 december 1999 | Boris Jeltsin (1931–2007) | Geen                           | Sergej Stepasjin                   | 2                              | 1996 53,80% 40.208.384 stemmen |                                |                  |
| 1   | 9 augustus 1996 - 31 december 1999 | Boris Jeltsin (1931–2007) | Geen                           | Vladimir Poetin                    | 2                              | 1996 53,80% 40.208.384 stemmen |                                |                  |
| -   |                                    | Vladimir Poetin (1952)    | 31 december 1999 - 7 mei 2000  | Geen                               |                                | 2                              | Waarnemend                     | Michail Kasjanov |
| 2   | 7 mei 2000 - 7 mei 2004            | Vladimir Poetin (1952)    | Geen                           |                                    | 3                              | 2000 52,94% 39.740.467 stemmen | Michail Fradkov                |                  |
| 2   | 7 mei 2004 - 7 mei 2008            | Vladimir Poetin (1952)    | Gesteund door Verenigd Rusland |                                    | 4                              | 2004 71,31% 49.565.238 stemmen | Viktor Zoebkov                 |                  |
| 3   |                                    | Dmitri Medvedev (1965)    | 7 mei 2008 - 7 mei 2012        | Gesteund door Verenigd Rusland     |                                | 5                              | 2008 70,28% 52.530.712 stemmen | Vladimir Poetin  |
| 4   |                                    | Vladimir Poetin (1952)    | 7 mei 2012 - huidig            | Gesteund door Verenigd Rusland     |                                | 6                              | 2012 64,35% 45.602.075 stemmen | Dmitri Medvedev  |
| 4   | 7                                  | Vladimir Poetin (1952)    | 7 mei 2012 - huidig            | Gesteund door Verenigd Rusland     | 2018 77.53% 56.430.712 stemmen |                                |                                | Dmitri Medvedev  |
| 4   | 7                                  | Vladimir Poetin (1952)    | 7 mei 2012 - huidig            | Gesteund door Verenigd Rusland     | 2018 77.53% 56.430.712 stemmen | Michail Misjoestin             |                                |                  |
| 4   | 8                                  | Vladimir Poetin (1952)    | 7 mei 2012 - huidig            | Gesteund door Verenigd Rusland     | 2024 88.48% 76.277.708 stemmen |                                |                                |                  |